# Combatants for Peace
Combatants for Peace (hebräisch לוחמים לשלום; arabisch مقاتلون من أجل السلام) ist eine von Israelis und Palästinensern gegründete Graswurzelbewegung, die sich in Israel und den Palästinensischen Autonomiegebieten in Form von gewaltlosem Widerstand für eine friedliche Lösung des Nahostkonflikts einsetzt.
Viele der Gründungsmitglieder sind Ex-Soldaten aus der IDF oder ehemalige palästinensische Paramilitärs.

## Geschichte
Die Bewegung entstand als Reaktion auf die Zweite Intifada (2000–2005) und geht auf Begegnungen im Dorf Bait Dschala bei Bethlehem zurück. Sie hatte 70 Mitglieder im ersten Jahr und zählte nach zwei Jahren 200 Personen. Nach Angaben von Sulaiman Khatib haben sich 2020 während der Versammlungsbeschränkungen wegen Covid-19 rund 200.000 Personen zu einer Veranstaltung weltweit online zugeschaltet. Die Bewegung arbeitet mit der ähnlich ausgerichteten Gruppe The Parents Circle Families Forum zusammen. Gemeinsam mobilisierten sie am 24. April 2023 am Vorabend zu Jom haZikaron rund 15.000 Personen in Tel Aviv. Unter den Teilnehmern befanden sich auch 150 Palästinenser.

## Ziele und Aktivitäten
Die Bewegung ist davon überzeugt, dass sich der Israel-Palästina-Konflikt nicht mit Waffengewalt lösen lässt und tritt daher für einen anderen Weg ein. Die Mitglieder verstehen sich als Aktivisten, die in ihren gemeinsamen Aktionen die Besatzungsrealität herausfordern und durch Dialog und Verständigung an „einer neuen Realität“ arbeiten. Den Kern bilden regionale Gruppen, die in verschiedenen Regionen des Westjordanlandes und in Israel tätig sind. 
Zu den Aktivitäten zählen Führungen durch die besetzen Gebiete für Israelis, Treffen mit Jugendgruppen, gemeinsame Protestmärsche und gewaltfreie Solidaritätsaktionen. Die Organisation veranstaltet Treffen für und mit ehemaligen Kämpfern an Universitäten, Schulen oder in Jugendgruppen und versucht so aktiv den israelisch-palästinensischen Dialog zu unterstützen. Ebenfalls gibt es Aktionen gegen israelische Bauvorhaben in den besetzten Gebieten und Touren in diese. Öffentliche Aufmerksamkeit erregt wird durch gemeinsames Weinen, Demonstrationen und Blockaden. Einige Söhne und Töchter von Mitgliedern der Bewegung sind Refuzniks.
Seit 2006 veranstaltet Combatants for Peace am Vorabend der offiziellen, staatlichen Feierlichkeiten zu Jom haZikaron jährlich in Tel Aviv gemeinsam mit der Partnerorganisation "The Parents Circle - Families Forum" die "israelisch-palästinensische Gedächtsniszeremonie" zur Erinnerung an alle Opfer des israelisch-palästinensischen Konfliktes. Die Veranstaltung wird auch Online übertragen und ist die größte Veranstaltung beiderseitigen Gedächtnisses. Zu den Gästen gehörten im Laufe der Jahre Intellektuelle und Künstler wie Mubarak Awad, Yoni Rechter, Professor Yehuda Ne'eman, Alon Oleartchik, Achinoam Nini, Mira Awad, Professor Eva Illouz, Eliezer Yaari, Dr. Amal Abu Said, David Grossman, Dr. Sami Shalom Shitrit, Richard Gere. 2023 haben den Organisatoren zufolge 15.000 vor Ort teilgenommen und rund 300.000 Menschen über den Live-Videostream.
Combatants for Peace will auch für das gesellschaftlich tabuisierte Thema der Nakba sensibilisieren. Die Bewegung grenzt sich bewusst von politischen Parteien und Ideologien sowohl in Israel als auch Palästina ab. Das Ziel von CfP ist langfristig die Gründung eines unabhängigen palästinensischen Staates neben Israel innerhalb der Grenzen vor dem Sechstagekrieg (1967), mit Ost-Jerusalem als Hauptstadt oder jedoch jede andere Lösung, die partnerschaftlich und auf Augenhöhe zwischen Israelis und Palästinensern verhandelt wird und jedem die gleichen Rechte zusichert. Seit 2020 veranstaltet daher jährlich die "gemeinsame Nakkba-Gedächtniszeremonie".

## Finanzierung
Die Organisation finanziert sich zu einem wichtigen Anteil aus Zuwendungen ausländischer Förderer, teilweise aus staatlichen Mitteln. Partner der CfP sind beispielsweise der British Shalom Salaam Trust, die Arbeitsgemeinschaft für Entwicklungshilfe (AGEH), World Vision International, das Hilfswerk Brot für die Welt oder die Rosa-Luxemburg-Stiftung.

## Dokumentation „Disturbing the Peace“
Anfang 2016 erschien in den USA die Dokumentation Disturbing the Peace über die Organisation und ihr Wirken. Sie wurde zudem bisher auf dem Jerusalem Film Festival und dem Movies That Matter Festival in den Niederlanden gezeigt.  Film wurde 2016 mit dem erstmals verliehenen Roger Ebert Humanitarian Award ausgezeichnet.

## Kritik
Die Organisation wird aus unterschiedlichen Gründen sowohl von Unterstützern der BDS-Kampagne als auch von der der israelischen Regierung nahestehenden Organisation NGO Monitor abgelehnt.

## Preise
- Anna Lindh Euro-Med Award for the Dialogue between Cultures (2009)[10]
- Friedrich Siegmund-Schultze-Förderpreis für gewaltfreies Handeln der Evangelischen Arbeitsgemeinschaft für Kriegsdienstverweigerung und Frieden (2014)[18]
- Dr. Jean Mayer Global Citizenship Award der Tufts University (2014)[19]
- International Pfeffer Peace Awards[20]
- Rober Ebert Humanitarian Award für den Film "Disturbing the Peace"[21]
- Nomination für den Friedensnobelpreis (2017)[22]
- War Abolisher Awards von World beyond War (2024)[23]
- Sievershäuser Ermutigung 2024[24]